# David Ciente
David Ciente (n. 9 iulie 1989, Oradea, România) este un producător de muzică și artist român independent. El a produs muzică pentru Selena Gomez, INNA, Andra, Shift, Lariss, Ruby. Albumul Yo, lansat în 2019 și semnat de INNA, este produs în întregime de David Ciente.

## Primii ani
David Ciente și-a descoperit înclinația către muzică în copilărie, la 9 ani, când a început să urmeze cursuri de pian. El a continuat să studieze în cadrul Universității Naționale de Muzică București, acolo unde a și absolvit ciclul academic licențial.
Primul contact cu scena a fost, totuși, mai devreme. David și-a început cariera în domeniul muzicii ca instrumentist la orgă, în cadrul unei trupe rock de cover-uri din orașul său natal, Oradea.
După asta, el a făcut parte din Danger, o altă trupă locală, care a susținut concerte atât naționale, cât și internaționale în perioada de activitate.
După ce a încheiat colaborarea cu Danger, David a decis că a venit timpul să aibă un proiect muzical personal, așa că a creat Raza (mai târziu Electric Fence) cu Elena Vasile. Cei doi au participat la preselecția pentru Eurovision doi ani consecutiv, de fiecare dată ocupând locul 2 la nivel național.

## Producție muzicală
David Ciente are mai multe contribuții în zona de producție muzicală, dar cele mai notabile sunt: „Ring”, de pe albumul Rare al Selenei Gomez, lansat în 2020, albumul Yo al INNEI, lansat în 2019, piesele „Ruleta”, „Nirvana” și „Gimme Gimme” semnate de INNA, „Dale Papi” și „Epana” ale lui Lariss și „Avioane de hârtie”, semnată de Shift și Andra.

## Discografie
Printre single-urile produse de David Ciente se numără:
- „Ring”, de Selena Gomez[3]
- „Ruleta”, „Nirvana”, „Gimme Gimme”, de INNA
- „Dale Papi”, „Epana”, de Lariss
- „Avioane de hârtie”, de Shift și Andra
- „Bună, ce mai zici?”, de Ruby

Albume produse sau mixate de David Ciente:
- 2019: Yo, INNA

## Alte apariții
David Ciente are numeroase apariții în media naționale și internaționale, printre care se numără: Adevărul.ro, București FM, CelebMix.com, Cosmopolitan, Europa FM, Eurovision Spain, Libertatea, IQAds, Știrile PROTV, Pro FM, TVR, Unica.ro, Virgin Radio.